# バブルンるーれっと
『バブルンるーれっと』（bubblen roulette）はタイトーから1998年に稼動したアーケードゲーム。種別はメダルゲームである。

## ゲームのルール
7ボタンでメダルを狙う。ストップボタンで止めると、獲得したメダルがもらえる。

## チャンスについて
リハーサル
ルーレットが回るかは不明。ラッキーを選んできてくれる。
ボブルンジャンプ
一度止まったルーレットをボブルンがもう一度回してくれる。
スローモーション
ルーレットがゆっくりになる。
ブラックホール
ルーレットが回るかは不明。ラッキーが出にくくなる。

## ラッキーBOMBについて
ラッキーBOMBで止まれば、大量のメダルを入手できる。